# Kartika Luyet
Kartika Luyet (Rio de Janeiro, 5 marzo 1977) è una modella e personaggio televisivo svizzera naturalizzata italiana, nata da madre indonesiana e padre svizzero. Ha vissuto la maggior parte dell'infanzia in Svizzera nel comune di Savièse nel Canton Vallese per poi trasferirsi in Italia nei primi anni duemila.

## Carriera
La sua prima esperienza come modella avvenne a 16 anni grazie ad un agente che le propose per strada, in Francia, di fare delle foto.
In Italia divenne conosciuta grazie alla pubblicità Fiat Summer, prima nel 2000 e poi nel 2001. In seguito, sempre nel 2001, debuttò in televisione affiancando Fiorello nella trasmissione Stasera pago io. L'anno seguente viene scelta assieme a Nina Moric come modella per il calendario 2002 della rivista Max, realizzato dalla fotografa australiana Daniela Federici.
Nel 2004 è testimonial della compagnia di lingerie Miss Bikini, protagonista di una campagna pubblicitaria che suscita alcune polemiche in quanto ritenuta volgare e offensiva. Nel 2008 è protagonista del videoclip della canzone Una cosa sola dei Magenta. Nel 2013 crea una sua linea di smalto per unghie biologico.

## Vita privata
È stata sposata con l'ex-calciatore Nicola Ventola; i due hanno un figlio di nome Kelian, nato il 22 settembre 2003.